# 豊後高松藩
豊後高松藩（ぶんごたかまつはん）は、江戸時代に豊後国に置かれた藩。藩主は大給松平忠昭。藩庁は高松陣屋（現：大分県大分市日岡2丁目。跡地には大分市立日岡小学校が所在）。本項では藩主・領域を同じくする前身の亀川藩と中津留藩についても記述する。

## 概要
寛永11年（1634年）、大給松平忠昭が丹波亀山藩2万2千2百石から、豊後国速見・大分・直入・玖珠の4郡に同じく2万2千石で転封された。速見・玖珠は日田藩主石川忠総の旧領で、大分・直入は府内藩の預地であった。
忠昭は当初、速見郡亀川を在所としたが（亀川藩）、翌寛永12年（1635年）には大分郡中津留に在所を移した（中津留藩）。忠昭は中津留に居館（中津留館、中津留陣屋、中津留屋敷）を建設し町場を設けたが、この地は水害に弱かったため在所の再移転を願い出て、寛永19年（1642年）、大分郡小路口（こうじぐち）に移った。忠昭は小路口を高松と改め、陣屋を構えた（高松藩）。
明暦2年（1656年）3月、忠昭の叔父の府内藩主日根野吉明が跡取りを遺さずに死去し、同藩が無嗣断絶したため、明暦4年（1658年）2月に忠昭は府内藩に転封され、高松藩は廃藩となった。至近距離での転封にもかかわらず、高松藩領のうち引き続き忠昭の所領として残されたのは、大分郡の中津留・花津留・今津留・萩原・牧の5か村だけで、他は全て収公されて幕府直轄地となり、高松陣屋は日田と並ぶ西国郡代の拠点として使用された。

## 藩主
大給松平家
 譜代 2万2200石（亀川1634 - 1635、中津留1635 - 1642、高松1642 - 1658）
1. 忠昭

## 領地
- 豊後国
  - 速見郡のうち - 6か村
  - 大分郡のうち - 46か村
  - 直入郡のうち - 12か村
  - 玖珠郡のうち - 11か村